# پادهایس
پادهایس (به هلندی: Padhuis) یک منطقهٔ مسکونی در هلند است که در کوفوردن واقع شده‌است. پادهایس ۱۱۹٬Including نفر جمعیت دارد.